# Pyrota bilineata
Pyrota bilineata es una especie de coleóptero de la familia Meloidae.

## Distribución geográfica
Habita en México  y Estados Unidos.